# 歌聖
歌聖的稱號是新聞媒體給予在亞洲樂壇有傑出貢獻和具有影響力的歌手。「歌聖」一詞出現在1993年的韓國，台灣創作歌手王傑獲得「亞洲歌聖」的稱號
。
直至2004年阿杜帶著全亞洲銷量百萬的專輯《哈羅》到北京大擺慶功宴，此時「歌聖」一詞再次被拿出來使用，音樂頻道《音樂之聲MUSIC RADIO》在現場授予阿杜“亞洲歌聖”的稱號

。
另外，香港的媒體將羅文稱之為「一代歌聖」

。

## 被廣泛認受為歌聖的人物
- 王傑（第一代：1990年代）「亞洲歌聖」
- 阿杜（第二代：2000年代）「亞洲歌聖」
- 羅文 香港的「一代歌聖」